# Amy E. Duddleston
Amy E. Duddleston (* 3. Juni 1965 in Tucson, Arizona) ist eine US-amerikanische Filmeditorin.

## Leben
Amy E. Duddleston absolvierte bis 1986 ein Kunststudium an der University of Arizona, bei dem sie auch Filmkurse besuchte. Nach dieser Zeit wurde sie als Schnitt-Assistentin tätig. Mitte der 1990er Jahre wurde sie dann als eigenständige Filmeditorin tätig.
Zu ihren Werken gehört beispielsweise der Episodenfilm Gefühle, die man sieht – Things You Can Tell (2000), das Drama Laurel Canyon (2002) oder die Komödie Mama’s Boy (2007). In den 2010er Jahren kamen verstärkt Serien hinzu, wie The Killing oder Dexter. Ihr Schaffen umfasst rund 40 Produktionen.
Für Folgen der Miniserie Mare of Easttown (2021) wurde sie für zwei Emmys nominiert und mit einem „Eddie“ der American Cinema Editors ausgezeichnet.

## Filmografie (Auswahl)
- 1997: Crocodile Tears
- 1998: Psycho
- 2000: Gefühle, die man sieht – Things You Can Tell (Things You Can Tell Just by Looking at Her)
- 2000: A Time For Dancing
- 2002: Safecrackers oder Diebe haben’s schwer (Welcome to Collinwood)
- 2002: Laurel Canyon
- 2004: Dandelion – Eine Liebe in Idaho (Dandelion)
- 2004: Cavedweller
- 2006: Alibi – Ihr kleines schmutziges Geheimnis ist bei uns sicher (The Alibi)
- 2007: Mama’s Boy
- 2008: Elegy oder die Kunst zu lieben (Elegy)
- 2008: Nothing Like the Holidays
- 2010: Almost Kings
- 2011–2012: The Killing (Fernsehserie, 10 Folgen)
- 2012: Overnight
- 2012–2013: Dexter (Fernsehserie, 8 Folgen)
- 2016: Sticky Notes
- 2018–2019: Vida (Fernsehserie, 5 Folgen)
- 2020: Hunters (Fernsehserie, 3 Folgen)
- 2021: Mare of Easttown (Fernsehserie, 7 Folgen)
- 2024: The First Omen